# Sezemice
Sezemice är en stad i Tjeckien.   Den ligger i regionen Pardubice, i den centrala delen av landet, 100 km öster om huvudstaden Prag. Sezemice ligger 233 meter över havet och antalet invånare är 3 097.
Terrängen runt Sezemice är platt.Runt Sezemice är det ganska tätbefolkat, med 70 invånare per kvadratkilometer. Närmaste större samhälle är Pardubice, 6,1 km sydväst om Sezemice. Trakten runt Sezemice består till största delen av jordbruksmark.